# Condenas mínimas obligatorias
 Condenas mínimas obligatorias es el vigésimo capítulo de la serie dramática El Ala Oeste.

## Argumento
El presidente designa a los candidatos que defenderán su doctrina para la reforma de las finanzas en las campañas, dentro de la Comisión Federal Electoral. Mientras Joey Lucas vuelve de California para incorporarse al equipo de la Casa Blanca; está cada vez más valorada, incluso más que su examante Al Kiefer, uno de los mejores encuestadores políticos del país. Josh sigue intentando salir con ella.
Toby debe reunirse con una congresista que quiere cambiar la ley de Sentencias Mínimas Obligatorias para los consumidores de drogas: su exesposa Andrea Wyatt. Esta considera muy injusto la diferencia penal entre el consumo de crack —que suelen tomar negros— y el de heroína/cocaína —que es más de blancos—. 
C.J. tiene una discusión con Danny porque no lo considera un buen profesional, enfadada tras la publicación del informe de Mandy, que es apartada de algunas reuniones en el despacho oval. Al final del día el presidente hablará con C.J. para convencerla de que debe perdonar tanto a Danny como a Mandy. Mientras Sam Seaborn se da cuenta de que su relación con Lori, la chica de Compañía, es conocida por sus adversarios políticos.

## Enlaces
- Ficha en FormulaTv
- Enlace al Imdb
- Guía del Episodio (en inglés)

- Datos: Q6747892